# Думешть (комуна, Васлуй)
Думешть, Думешті (рум. Dumești) — комуна у повіті Васлуй в Румунії. До складу комуни входять такі села (дані про населення за 2002 рік):
- Валя-Маре (801 особа)
- Думешть (2217 осіб) — адміністративний центр комуни
- Думештій-Векі (537 осіб)
- Скінетя (82 особи)

Комуна розташована на відстані 283 км на північ від Бухареста, 40 км на північний захід від Васлуя, 40 км на південний захід від Ясс.

## Населення
За даними перепису населення 2002 року у комуні проживали 3637 осіб.
Національний склад населення комуни:
| Національність | Кількість осіб | Відсоток |
| -------------- | -------------- | -------- |
| румуни         | 3405           | 93,6%    |
| цигани         | 229            | 6,3%     |
| угорці         | 3              | 0,1%     |

Рідною мовою назвали:
| Мова      | Кількість осіб | Відсоток |
| --------- | -------------- | -------- |
| румунська | 3435           | 94,4%    |
| циганська | 199            | 5,5%     |
| угорська  | 3              | 0,1%     |

Склад населення комуни за віросповіданням:
| Релігія        | Кількість осіб | Відсоток |
| -------------- | -------------- | -------- |
| православні    | 3633           | 99,9%    |
| римо-католики  | 3              | 0,1%     |
| греко-католики | 1              | < 0,1%   |

## Зовнішні посилання
- Дані про комуну Думешть на сайті Ghidul Primăriilor